# 妄想yes
『妄想yes』は、アシガルユースセカンドメジャーリリースのアルバム。2012年8月22日にリリース。品番：VICB-60094　￥2000

## 解説
前作『Nice to MEAT you』より約1年10ヵ月ぶりのリリース。
フロントマンの花盛歩、川崎貴広のメタボリックなルックスがシンボルの彼らだが、2012年7月20日にオンエアされたのTBS系「中居正広の金曜日のスマたちへ」で、電撃のダイエット発表直後にリリースされたアルバムである。
2011年6月29日にリリースされたファーストシングル「Like or LoveStory」、冬季限定シングル「Sha la la Winter Love」、2012年6月27日にリリースされたセカンドシングル「Hello☆my yesterday'＄」、そして2012年7月にネットワーク配信限定リリースされた、日本テレビ系「スッキリ!!」挿入歌となった「A.O.SO.LA 〜キセキ〜」とメジャーリリース後のシングル全曲を収録した内容となっている。

## 収録曲
1. A.O.SO.LA 〜キセキ〜
  - 作詞・作曲:アシガルユース
  - 日本テレビ系「スッキリ!!」挿入歌
2. Sha la la Winter Love
  - 作詞・作曲:アシガルユース
3. Hello☆my yesterday'$
  - 作詞・作曲:アシガルユース
4. 失意Freeze
  - 作詞・作曲:アシガルユース
5. 189の夜空
  - 作詞・作曲:アシガルユース
6. 月光 〜parallel world ver〜
  - 作詞・作曲:アシガルユース
7. I･LY 〜アイリー〜
  - 作詞・作曲:アシガルユース
8. プログラムエンター
  - 作詞・作曲:アシガルユース
  - 吉備国際大学・短期大学部CMソング
9. Like or LoveStory
  - 作詞・作曲:アシガルユース